# Brachinus favicollis
Brachinus favicollis är en skalbaggsart som beskrevs av Terry Erwin. Brachinus favicollis ingår i släktet Brachinus och familjen jordlöpare. Inga underarter finns listade i Catalogue of Life.